# Против Афоба первая
«Против Афоба первая» (др.-греч. κατὰ Ἀφόβου Ἐπιτροπῆς Α) — судебная речь древнегреческого оратора Демосфена, сохранившаяся в составе «демосфеновского корпуса» под номером XXVII, первая из трёх речей против Афоба. Была произнесена в 364 или 363 году до н. э., вскоре после того, как Демосфен достиг совершеннолетия и стал полноправным гражданином Афин. Оратор вчинил одному из трёх своих опекунов иск на 10 талантов — треть имущества, которое он должен был получить при вступлении в наследственные права, по его собственным подсчётам.